# Rajhrad
Rajhrad − miasto w Czechach, w kraju południowomorawskim.
Według danych z 31 grudnia 2003 powierzchnia miasta wynosiła 948 ha, a liczba jego mieszkańców 2 697 osób.
W mieście jest przystanek kolejowy Rajhrad.

## Demografia
| Rok             | 1970  | 1980  | 1991  | 2001  | 2003  |
| --------------- | ----- | ----- | ----- | ----- | ----- |
| Liczba ludności | 2 716 | 3 058 | 2 763 | 2 713 | 2 697 |

Źródło: Czeski Urząd Statystyczny